# Boys ’Round Here
«Boys 'Round Here» — второй сингл американского кантри-певца Блейка Шелтона с его седьмого студийного альбома Based on a True Story…. Релиз прошёл в марте 2013 года, бэк-вокал записан при участии кантри-группы Pistol Annies, состоящей из певиц Миранды Ламберт, Эшли Монро и Ангалины Пресли. Авторами композиции стали Rhett Akins, Dallas Davidson и Craig Wiseman.

## История
6 апреля 2013 года сингл дебютировал на позиции № 44 в чарте Billboard Hot Country Songs, а 13 апреля на позиции № 19 в чарте Billboard Country Airplay. Сингл дебютировал на позиции № 67 в основном американском чарте Billboard Hot 100 в неделю, начавшуюся 13 апреля 2013. Тираж к июлю 2013 года превысил миллион копий в США. А 29 июння 2013 песня стала 9-м чарттоппером подряд для Блейка Шелтона, достигнув позиции № 1 в Радиоэфирном кантри-чарте Country Airplay журнала Billboard.
К июню 2014 года тираж сингла составил 2 559 000 копий в США.
Песня получила положительные отзывы музыкальной критики и интернет-изданий: Taste of Country, Roughstock, Country Universe.
Музыкальное видео поставил режиссёр Trey Fanjoy, премьера состоялась в мае 2013 года.

## Позиции в чартах

### Еженедельные чарты
| Чарт (2013)                         | Наивысшая позиция |
| ----------------------------------- | ----------------- |
| Канада (Billboard Canadian Hot 100) | 12                |
| Канада (Billboard Country)          | 1                 |
| США (Billboard Hot 100)             | 12                |
| США (Billboard Country Airplay)     | 1                 |
| США (Billboard Hot Country Songs)   | 2                 |

### Итоговые годовые чарты
| Чарт (2013)                       | Позиция |
| --------------------------------- | ------- |
| Канада Canadian Hot 100           | 66      |
| США Billboard Hot 100             | 60      |
| США Country Airplay (Billboard)   | 41      |
| США Hot Country Songs (Billboard) | 3       |

## Сертификации
| Регион | Сертификация  | Продажи   |
| --- | ------------- | --------- |
| США (RIAA) | 3× Платиновый | 2,559,000 |
| * Данные о продажах приведены только на основе сертификации. ^ Данные о тиражах приведены только на основе сертификации. |               |           |